# Plainte avec constitution de partie civile en France
En droit français, la plainte avec constitution de partie civile est la plainte par laquelle la victime devient partie civile au procès pénal.
Cette plainte ayant des conséquences plus importantes qu'une simple plainte est soumise à des conditions supplémentaires restrictives. Elle s'exerce par voie d'action ou d'intervention. Ce dispositif légal est présent aux articles 85 et suivants du code de procédure pénale (CPP).

## Conditions de la plainte
Pour pouvoir se porter partie civile, la plainte de personne (physique ou morale) doit répondre à plusieurs critères, notamment depuis le 1er juillet 2007.

### Résumé
En droit français, on distingue les infractions suivant leur gravité croissante, suivant qu'elles relèvent d'une simple contravention, d'un délit voire d'un crime.
La plainte doit émaner d'une victime reconnue comme telle par le droit[réf. nécessaire]. Le dommage causé doit être réel et avoir pour origine un délit ou un crime car la plainte avec constitution de partie civile n'est pas admise pour les contraventions.
De plus, depuis le 1er juillet 2007 (loi n°2007-291 du 5 mars 2007, art. 21), la plainte avec constitution de partie civile doit obligatoirement être précédée d'une plainte simple auprès du procureur de la République (sauf pour les crimes, les délits de presse, et certaines infractions au code électoral).
La plainte avec constitution de partie civile n'est recevable que si la victime justifie avoir porté plainte auprès du procureur de la République ou des officiers de police ou de gendarmerie, qui transmettent la plainte au procureur, et que celui-ci n'a pas poursuivi, ou pas répondu dans un délai de 3 mois.

### Condition de victime
« Toute personne qui se prétend lésée par un crime ou un délit peut en portant plainte se constituer partie civile »
— Article 85 du Code de procédure pénale, alinéa 1er
D'après l'article 85, alinéa premier du code de procédure pénale la condition de victime est assez largement ouverte. Cependant, il n'existe pas de droit à la constitution de partie civile et la loi prévoit la possibilité de contester la constitution de partie civile (art. 87, al. 2 CPP).

#### Condition de victime physique
« L'action civile en réparation du dommage causé par un crime, un délit ou une contravention appartient à tous ceux qui ont personnellement souffert du dommage directement causé par l'infraction. »
— Article 2, aliné 1er du Code de procédure pénale

#### Condition de victime morale
« Toute association régulièrement déclarée depuis au moins cinq ans à la date des faits [...] peut exercer les droits reconnus à la partie civile [...] »
— Article 2-1 et suivants du Code de procédure pénale

### Qualité de la plainte
« Toutefois, la plainte avec constitution de partie civile n'est recevable qu'à condition que la personne justifie soit que le procureur de la République lui a fait connaître, à la suite d'une plainte déposée devant lui ou un service de police judiciaire, qu'il n'engagera pas lui-même des poursuites, soit qu'un délai de trois mois s'est écoulé depuis qu'elle a déposé plainte devant ce magistrat, contre récépissé ou par lettre recommandée avec demande d'avis de réception, ou depuis qu'elle a adressé, selon les mêmes modalités, copie à ce magistrat de sa plainte déposée devant un service de police judiciaire. Cette condition de recevabilité n'est pas requise s'il s'agit d'un crime ou s'il s'agit d'un délit prévu par la loi du 29 juillet 1881 sur la liberté de la presse ou par les articles L. 86, L. 87, L. 91 à L. 100, L. 102 à L. 104, L. 106 à L. 108 et L. 113 du code électoral. »
— Article 85 du Code de procédure pénale, alinéa 2

## Moment ou mode de la plainte
« La constitution de partie civile peut avoir lieu à tout moment au cours de l'instruction. »
— Article 87 du Code de procédure pénale, alinéa 1er
La plainte peut être déposée à deux moments différents de la procédure : on parle, indifféremment et souvent à tort, de "moment" ou de "voie" d'action, suivant l'avancée de la procédure.
Le premier mode est la plainte "par voie d'intervention", qui permet de rejoindre l'action publique lorsque celle-ci est déjà engagée. Le second mode est la plainte "par voie d'action", qui oblige le ministère public à agir lorsque l'action publique n'est pas engagée ; pour la contraindre à instruire. Dans les deux cas, se constituer partie civile permet au plaignant d'avoir accès au dossier, d'intervenir dans la procédure et de demander des dommages-intérêts en réparation du préjudice qu'il estime avoir subi.
Auparavant, il était possible de se constituer partie civile dès un dépôt de plainte simple. Malgré l'article pré-cité, depuis la loi n°2007-291 du 5 mars 2007 qui modifie cet article du Nouveau Code de Procédure pénale, il n'est donc plus possible de se constituer partie civile "à tout moment au cours de l'instruction" sans que celle-ci, bien sûr, ait été déjà ouverte par l'action publique (il n'y a pas de contradiction entre cet article et la loi le réformant) : c'est là tout l'enjeu de cette réforme apportée par cette loi de 2007, qui pose fondamentalement la condition restrictive contraignant les personnes physiques ou morales à ne pouvoir se porter partie civile :
- soit en rejoignant l'action publique par voie d'intervention,
- soit dans un délai de trois mois après un dépôt de plainte simple lorsqu'aucune instruction n'a été ordonnée à la suite du dépôt de plainte simple, donc par voie d'action.

Ainsi, nous pouvons interpréter les termes de cet article "La constitution de partie civile peut avoir lieu à tout moment au cours de l'instruction" par la condition "si, et seulement si l'action publique n'a pas déjà été mise en mouvement, afin de rejoindre l'action pénale par la voie civile, notamment pour faire prévaloir ses droits en termes de victime physique ou morale et de réclamer la réparation, notoirement, en dommages-intérêts liée au préjudice prétendument subi".

### Plainte par voie d'intervention
S'il y a information, le juge reçoit la plainte formellement et fixe le montant de la consignation que la personne doit payer. Cette somme est destinée à garantir le paiement de l'amende civile en cas d'abus de l'auteur de la plainte ou de son intention dilatoire (c'est-à-dire, concrètement, lorsque, en l'occurrence, le plaignant cherche à "gagner du temps", notamment pour faire expirer certains délais de prescription ne permettant pas à ou aux accusés des faits reprochés, que ces accusés soient identifiés ou non, de réagir pour préparer convenablement leur défense - lorsque le ou les auteurs ne sont pas identifiés, une intention dilatoire peut potentiellement être considérée telle une provocation envers l'action publique, à la limite de l'outrage à magistrat) suspectée et souverainement appréciée par le juge, suivant les éléments de l'affaire dont il dispose. La personne peut être dispensée de consignation en raison de ses ressources, par exemple si elle bénéficie de l'aide juridictionnelle. Le défaut de paiement après le délai fixé fait cesser rétroactivement la mise en mouvement de l'action publique.
C'est la constitution de partie civile faite alors que l'action publique est déjà en mouvement. C'est donc une constitution de partie civile qui concerne le plus souvent des faits délictuels graves et établis ou des crimes, puisque le parquet a décidé d'instruire l'affaire spontanément, sans attendre de constitution de partie civile, voire de plainte simple. Les effets de la plainte sont donc moins graves, ce qui justifie son régime plus souple, d'autant qu'elle ne contraint pas le parquet en ne faisant que rejoindre son action. La relation entre le ou les plaignants constitués en partie civile et, concrètement, le ou les juges qui instruisent l'affaire sous la nomination du parquet est donc généralement plus aisée et plus "coopérante".
La constitution de partie civile peut être déposée au greffe avant le jugement, à l'audience du jugement jusqu'aux réquisitions du ministère public et à tout moment devant le juge d'instruction.

### Plainte par voie d'action
À l'exception des contraventions, de certains délits de presse prévu par la loi du 29 juillet 1881 portant sur la liberté de la presse ainsi que certaines infractions au Code électoral (qui sont des cas ne permettant pas la constitution de partie civile), il n'est plus autorisé (suivant la législation actuellement en vigueur depuis le 1er juillet 2007, par la loi n°2007-291 du 5 mars 2007, art. 21, qui modifie en particulier l'art. 85 du Code de procédure pénale), de déposer plainte avec constitution de partie civile directement, sans avoir préalablement déposé une plainte simple auprès soit :
- des services de police ;
- des services de gendarmerie ;
- soit par lettre recommandée avec avis de réception (type d'envoi postal alors vivement conseillé) adressée au procureur de la République.

Cette plainte simple, lorsqu'elle est formulée et déposée auprès des services de police ou de gendarmerie, doit être transmise au procureur de la République par les fonctionnaires des forces de l'ordre (officiers de police ou de gendarmerie) qui ont recueilli la plainte. En cas de crime, le parquet doit normalement instruire l'affaire sans que soit déposée de plainte simple (le plaignant ou ses représentants légaux pourront rejoindre alors l'action publique par voie d'intervention : voir le paragraphe ci-dessus : "La plainte par voie d’intervention").
Il est essentiel de comprendre avant tout qu'au nom du principe du "guichet unique" (mis en œuvre de plus en plus fréquemment par les entreprises privées mais aussi dans le secteur public comme dans les commissariats de police ou les brigades de gendarmerie qui informatisent leurs services dans une volonté de meilleure coordination), une personne, dite alors plaignante, peut déposer une plainte simple auprès de n'importe quel service de police ou de gendarmerie : l'important est que la prescription ne soit pas acquise, et les officiers recueillant la plainte sont tenus de la faire suivre le cas échéant aux services territorialement compétents. Dans tous les cas, lorsque certaines réquisitions judiciaires sont demandées auprès de services d'urgence d'unités médico-judiciaires (pour faire constater des atteintes physiques ou morales notamment), dès le dépôt de la plainte simple, il est nécessaire que l'officier de police judiciaire de permanence au sein du commissariat de police ou de la brigade de gendarmerie valide ces réquisitions.
En théorie, les services de police et de gendarmerie ne peuvent pas s'opposer à l'enregistrement de la plainte simple d'une personne, y compris si elle est déposée par une personne mineure, voire s'il s'agit d'une personne en situation irrégulière sur le territoire français. Toutefois, dans les faits, il est à noter un certain éventail de textes de loi parmi les plus variées qui autorisent les services de police ou de gendarmerie à ne pas enregistrer la plainte simple de certaines personnes en leur opposant certaines objections d'ordre pratique (par exemple, les personnes en état d'ivresse manifeste ou présentant une incohérence éminente).
Lorsque le plaignant se trouve confronté à ce qu'il considère tel un abus de pouvoirs des forces de l'ordre censées enregistrer sa plainte simple et lui interdisant cet enregistrement, notamment lorsqu'il s'estime victime d'intimidations, voire de violences policières ou autres types d'abus assimilés ou de ce même type de mauvais traitements de la part d'officiers de gendarmerie, il lui est possible (et généralement conseillé, en pratique) de retenter de déposer une nouvelle plainte simple, dans les plus brefs délais, au sein d'un autre commissariat de police ou de brigade de gendarmerie et de contacter, pour renseignement, l'Inspection générale de la police nationale qui diligentera, si cette Inspection estime les faits relatés suffisants, une enquête interne (concrètement, un simple appel téléphonique signalant les faits suffit auprès de ces services pour les alerter le cas échéant, et les fonctionnaires de cette Inspection dispensent alors les conseils judicieux à l'appelant sur sa conduite à suivre pour poursuivre efficacement sa plainte simple).
Au terme de l'audition du plaignant lors du dépôt de sa plainte simple ; autrement dit la personne, ou victime, "qui se plaint en justice de quelque tort qu’on lui a fait" ou ses représentants légaux (notamment lorsque la victime desdits torts n'est pas en capacité physique de le faire par elle-même), il lui est remis un "compte rendu d'infraction initial" qui est enregistré au sein d'un fichier informatique de traitement des infractions constatées (STIC), rédigé par l'officier qui a entendu le plaignant et qui rapporte les faits exposés par celui-ci.
Ce compte rendu d'infraction initial est important car, notamment, il est daté : il prouve donc, le cas échéant, que le plaignant n'a pas dépassé la date limite de prescription qui lui est imposée pour déposer une plainte simple, et qui lui permettra ultérieurement, le cas échéant, de se porter partie civile par voie d'action, lorsque le Ministère public n'aura pas lui-même spontanément engagé l'action publique (c'est-à-dire, ses propres services).
Ce même compte rendu peut être ultérieurement complété, notamment, par les forces de l'ordre (policiers ou gendarmes, notamment ceux territorialement compétents) à l'issue d'une enquête de police judiciaire préliminaire et peut être enrichie, en fonction de la nature et/ou de la gravité de l'infraction (lorsqu'il s'agit, par exemple, d'une plainte simple relative à une atteinte volontaire à l'intégrité physique de la victime, comme une agression, en réunion ou non) par une réquisition judiciaire sollicitant les services d'experts (médico-judiciaires dans le cadre de ce type d'agressions cité ici en exemple) ; afin d'étayer la plainte simple d'un complément visant à faire constater la gravité des faits (outre le contexte, les atteintes physiques : douleurs physiques, contractures musculaires, contusions internes et/ou externes, fractures osseuses, abrasions cutanées et/ou brûlures, érythèmes, ecchymoses et/ou hématomes, plaies contuses et/ou franches par instrument piquant ou tranchant, ainsi que, éventuellement, le retentissement psychologique, pour poursuivre dans notre exemple - qui reste le cas le plus fréquent dans ce domaine pénal de la plainte avec constitution de partie civile des "violences à la personne"). Le contenu même du compte rendu d'infraction initial, quant à lui, pourra faire l'objet de discussions contradictoires ultérieures.
La finalité de ces réquisitions de police judiciaire consiste à éclairer le procureur sur la nature des faits, de leur gravité et donc de leur qualification pénale, afin de l'aider dans sa décision de donner suite à la plainte simple qui lui est soumise ou, au contraire, d'émettre un avis de classement (soit, sans suite d'instruction). En cela, le contenu des faits relatés dans le compte rendu d'infraction initial est important, mais les réquisitions judiciaires éventuellement sollicitées dans le cadre pénal par l'officier ayant recueilli la plainte, portent obligation aux experts médico-judiciaires des services d'urgences des unités médico-judiciaires (couramment nommés UMJ) ainsi saisis d'ausculter avec soin la victime et de fixer, ou non, dans leur conclusion d'examen, un nombre de jours d'incapacité totale de travail (ou ITT, à ne pas confondre avec l'arrêt de travail). Le retentissement psychologique, quant à lui, n'est pas évalué de la même façon que les constations des blessures physiques en ce sens qu'il ne donne pas lieu à la délivrance ou non de jours d'ITT, mais répond à une échelle de notation visant à évaluer la "sévérité" de l'éventuel préjudice moral subi par la victime ; sachant que le préjudice moral peut être aussi important que celui physique, sinon être interprété comme plus important encore.

#### Tribunal compétent
Dans le cadre des atteintes physiques à la personne, outre le rapport du médecin-expert psychiatre éventuellement sollicité pour évaluer un potentiel retentissement psychologique préjudiciable à la victime, l'ITT est déterminante puisqu'elle permet de qualifier la nature pénale de l'infraction, qu'elle soit délictuelle ou criminelle (c'est-à-dire, sa gravité), et permet ainsi au procureur de la République de déterminer le tribunal compétent qui sera amené à juger le ou les auteurs des violences prétendument subies par le plaignant ou réellement subies par lui (avec éléments probatoires indiscutables), de l'accident ou des voies de fait. À ce titre, il est pris en considération la volonté délibérée ou non d'avoir porté atteinte (ou d'avoir tenté de porter atteinte) à l'intégrité d'une ou plusieurs personnes ; autrement dit, de différencier la préméditation de l'acte et sa non-préméditation (blessures par négligences, etc.) :
En cas de violences volontaires, lorsque l'ITT est :
- nulle (soit 0 jour d'ITT), l'infraction, relevant de la Juridiction de proximité, le ou les auteurs encourent une contravention de 4e classe ;
- comprise entre 1 et 8 jours compris, l'infraction relève du Tribunal de police et le ou les auteurs encourent une contravention de 5e classe ;
- au-delà de 8 jours d'ITT, l'infraction relève du Tribunal correctionnel.

En cas de violences involontaires, lorsque l'ITT est :
- nulle ou inférieure à trois mois : l'infraction relève du Tribunal de police ;
- supérieure à trois mois, l'infraction relève du Tribunal correctionnel.

La décision de ces experts fait l'objet d'une réserve, qui les protègent jusque dans une certaine mesure (lorsqu'il aura été établi que l'examen n'a pas fait l'objet d'un examen "minutieux" - c'est le terme couramment utilisé, mais qui a une portée légale - permettant de déceler une complication majeure ultérieure probable, le plaignant peut se retourner par voie de justice contre l'expert désigné le cas échéant) en cas de complications ultérieures non décelées en première intention médico-judiciaire.
Notamment, le nombre de jours d'ITT sera ultérieurement augmenté d'autant que la victime connaîtra de jours d'hospitalisation (y compris en milieu psychiatrique) ou de rééducation, en lien direct avec l'atteinte physique ou psychique de la victime. On évoque dans l'usage courant la "consolidation" des atteintes de la victime, susceptibles de complications non décelées en première intention par les médecins experts des UMJ.
En cas d'élément nouveau (notamment une augmentation du nombre de jours d'ITT initialement fixé par les médecins experts des UMJ à la suite du dépôt de la plainte simple), celui-ci peut faire l'objet d'un premier recours, sous un délai de trois mois courant la survenue dudit nouvel élément, lorsque le parquet avait classé la plainte simple sans suite ou n'y avait pas répondu dans le délai qui lui était imparti (voir ci-après).

#### Circonstances aggravantes
Pour ce qui est des atteintes physiques volontaires à la personne, il est à noter des circonstances aggravantes lorsque celles-ci sont perpétrées à l'encontre :
- d'un mineur âgé de 15 ans au plus ;
- d'une personne particulièrement vulnérable du fait de son âge, de sa maladie, de son infirmité, de sa déficience physique ou psychique, de sa grossesse apparente ou connue du ou des auteurs de l'infraction ;
- d'une personne agressée en réunion (soit par plusieurs agresseurs simultanés) ;
- d'un ascendant ou d'un parent adoptif ;
- d'un(e) conjoint(e) ou d'un(e) concubin(e) ;
- avec une arme, dont la catégorie légale est en principe également prise en considération.

Il existe d'autres circonstances aggravantes mais qui, par leur caractère subjectif, peuvent être considérées par le ou les juges saisis de l'instruction de la plainte avec constitution de partie civile comme une volonté manifeste du plaignant à, concrètement, accabler davantage le ou les auteurs des faits qu'il leur reproche dans le dessein notoirement d'obtenir des dommages-intérêts exagérés et eux-mêmes disproportionnés et abusifs : c'est en particulier le cas de circonstances aggravantes invoquées par le plaignant lorsqu'il prétend que des violences volontaires ont été motivées en raison d'une intolérance de type discriminatoire : couleur de peau, aspirations politiques ou convictions religieuse, identité sexuelle ou orientation sexuelle par exemple. Même si les juges doivent faire preuve d'impartialité, il n'en reste pas moins qu'ils sont susceptibles de rejeter subjectivement ce type de circonstances aggravantes en faveur du ou des auteurs accusés (que ceux-ci soient connus ou non) : il appartient alors au plaignant de convaincre le ou les juges par des faits objectifs et très clairement étayés, voire établis (autrement dit, prouvés).

#### Nature de la constitution de partie civile
Il s'ensuit, après un dépôt de plainte simple, deux cas possibles :
- lorsque le parquet décide de donner suite à la plainte simple, il est alors possible au plaignant ou ses représentants légaux, à tout instant de la procédure, de se constituer partie civile. Il s'agit alors d'une constitution de partie civile qui rejoint l'action publique ordonnée par le procureur : c'est le mode de constitution de partie civile qualifié "d'intervention" (se conférer au paragraphe ci-dessus : "La plainte par voie d’intervention").
- lorsque le parquet dresse un avis de classement sans suite, le premier recours en général conseillé, avant toute constitution de partie civile, est de contester cet avis de classement en opposant à sa décision une lettre recommandée avec avis de réception adressée au Procureur général près la Cour d'appel de la juridiction territorialement compétente. Cette lettre doit faire état des motivations qui poussent la partie demanderesse (c'est-à-dire, la victime qui se prétend relever d'un tel statut à la suite d'une infraction ou d'un délit qu'elle estime lui avoir porté un préjudice nécessitant la poursuite de sa plainte classée sans suite) et susceptible, concrètement, de convaincre la nomination d'un juge d'instruction afin de poursuivre son affaire en engageant l'action publique compte tenu de la détermination affichée par la partie demanderesse précisément. Le procureur général près la Cour d'appel de la juridiction territorialement compétente est celui du lieu de domicile du ou des auteurs de l'infraction lorsqu'ils sont connus, ou des lieux où a été commise l'infraction. La lettre de contestation en premier recours du classement sans suite est donc à adresser, en l'occurrence, à la Cour d'appel du tribunal de grande instance concerné. C’est ce premier recours qui permet alors de déposer plainte en se constituant partie civile en obligeant la mise en mouvement de l’action publique, puisqu’elle est déposée avant cette mise en mouvement par le ministère public ou par une autre victime plaignante elle-même ou ses représentants légaux ; notoirement celle qui s'est vue classer sans suite sa plainte simple initiale.

C'est ce mode de recours qui s'impose, pour les victimes qui se revendiquent sous ce statut ou leurs représentants légaux, lorsque leur plainte a été classée sans suite par le parquet ou lorsque celui-ci n'a pas répondu sous le délai légal de trois mois à compter du dépôt de la plainte auprès des services de police, de gendarmerie ou directement auprès du procureur de la République lui-même : c'est le mode de constitution de partie civile qualifié "d'action". La prescription de la constitution de partie civile court à compter de la date de notification d'avis de classement par le Ministère public ; autrement dit, du parquet, ou si celui-ci n'a pas répondu dans un délai de trois mois à compter du dépôt de la plainte simple telle qu'elle est mentionnée sur le compte rendu d'infraction initial.
Ainsi :
- Si le parquet n'a pas classé sans suite la plainte simple déposée par le plaignant, il nomme un juge d'instruction qui est alors chargé d'ouvrir une enquête préliminaire afin de vérifier les faits exposés dans cette plainte simple, et c'est sans attendre une constitution de partie civile de la part du plaignant qu'il est possible au juge d'instruction d'ordonner lui-même des réquisitions judiciaires : on évoque alors l'information judiciaire ; sachant que le ou les juges disposent d'un arsenal de mesures leur permettant d'obtenir des compléments d'enquête permettant de mieux cerner la gravité de la plainte qu'ils instruisent (auditions de témoins, reconstitutions des faits, etc.), dont ils rendent compte au parquet lorsque ces juges ont été ainsi saisis par le parquet.
- Si le parquet n'a pas donné suite à la plainte simple du plaignant, la nouvelle législation concernant la constitution de partie civile (art. 85 du Code de procédure pénale) dispose ainsi que, en particulier :

« […] la plainte avec constitution de partie civile n'est recevable qu'à condition que la personne justifie soit que le procureur de la République lui a fait connaître, à la suite d'une plainte déposée devant lui ou un service de police judiciaire, qu'il n'engagera pas lui-même des poursuites, soit qu'un délai de trois mois s'est écoulé depuis qu'elle a déposé plainte devant ce magistrat, contre récépissé ou par lettre recommandée avec demande d'avis de réception, ou depuis qu'elle a adressé, selon les mêmes modalités, copie à ce magistrat de sa plainte déposée devant un service de police judiciaire. […]. »
— art. 85 du Code de procédure pénale
modifiant l'article 85 du Code de procédure pénale. Notons que dans ce texte, il n'est pas directement fait mention des services de gendarmerie, sachant que dans son esprit (c'est son objectif), la partie civile contraint la nomination d'un ou plusieurs juges d'instruction, et ceux-ci diligentent alors une enquête dite de police judiciaire (afin de vérifier la véracité des faits relatés par le plaignant dont la plainte simple n'a pas été retenue) relevant alors de leurs services ; bien que la plainte simple initiale, elle, peut être recueillie par des gendarmes. Ceci étant, les  gendarmes sont habilités à être étroitement associés à toute investigation de police judiciaire ordonnée par un juge d'instruction.

#### Constitution de partie civile auprès du doyen des juges d'instruction
En second recours (c'est-à-dire, après le premier recours visant à contester, auprès du procureur général, l'avis de classement du parquet de la plainte simple), lorsque le procureur général rend un avis défavorable au premier recours, la plainte est constituée avec partie civile par une lettre (recommandée avec demande d'avis de réception) envoyée au doyen des juges d’instruction compétent.
Le doyen fixe le montant de la consignation que la personne voulant se constituer partie civile doit payer. Cette somme est destinée à garantir le paiement de l'amende civile en cas d'abus de l'auteur de la plainte ou de son intention dilatoire (c'est-à-dire, concrètement, lorsque, en l'occurrence, le plaignant cherche à "gagner du temps", notamment pour faire expirer certains délais de prescription ne permettant pas à ou aux accusés des faits reprochés, que ces accusés soient identifiés ou non, de réagir pour préparer convenablement leur défense - lorsque le ou les auteurs ne sont pas identifiés, une intention dilatoire peut potentiellement être considérée telle une provocation envers l'action publique, à la limite de l'outrage à magistrat) suspectée et souverainement appréciée par le juge, suivant les éléments de l'affaire dont il dispose. La personne peut être dispensée de consignation en raison de ses ressources, par exemple si elle bénéficie de l'aide juridictionnelle. Le défaut de paiement après le délai fixé fait cesser rétroactivement la mise en mouvement de l'action publique.
Ensuite le président du Tribunal de grande instance désignera un juge d'instruction pour traiter la plainte (voire désignera un second juge d'instruction, ou même plusieurs juges d'instruction pour assister le premier désigné, suivant la gravité ou la complexité du dossier à traiter : on évoque alors la "cosaisine" de juges d'instruction attachés au traitement d'une même affaire).
Au sein de cette lettre, il doit être obligatoirement fait mention des faits puisque ceux-ci vont permettre de délimiter la saisine du premier juge d'instruction et de ses juges assistants au besoin, soit permettre la "détermination" du tribunal compétent (détermination appelée "l'élection du for") et son champ de compétences. Il n'est pas besoin que ces faits soient pénalement qualifiés, ni que soient prouvée l'infraction d'ordre délictuel, encore moins que soit exposée une évaluation financière du préjudice. Il faut seulement faire état de circonstances les rendant vraisemblables. Il est toutefois conseillé d'annexer toute pièce utile établissant le préjudice subi, voire tout document probant permettant au doyen d'évaluer le montant éventuel qui pourrait être octroyé en réparation au plaignant (constations d'huissiers, rapports d'expertises diverses indépendants - relevant des assurances par exemple -, certificats médicaux, etc., suivant les différentes affaires).
Le juge d'instruction ainsi désigné par le procureur peut, s'il le souhaite, entendre la victime pour avoir des précisions sur les faits. Dans le cadre de certaines affaires, lorsqu'un second ou plusieurs juges d'instruction assistent le premier juge d'instruction nommé afin d'assister celui-ci, les juges peuvent convoquer pour audition le plaignant et doivent alors en informer le parquet (ou Ministère public) par une ordonnance de communiqué, qui leur répond par ses réquisitions.
Le ou les juges d'instruction ainsi saisis peuvent alors prendre une décision sans être liés par les réquisitions du Ministère public, c'est-à-dire en toute indépendance du parquet qui les a saisis. Ils peuvent rédiger une ordonnance de refus d'informer (très rarement, par exemple pour abus manifeste du plaignant à vouloir engager l'action publique de façon disproportionnée à des faits non suffisamment établis, considérés subjectivement - à tort ou à raison - comme étant trop mineurs ou supposés par le juge comme des accusations fallacieuses), une ordonnance d'irrecevabilité (par exemple, pour vice de procédure), une ordonnance d'incompétence (territoriale notamment) ou une ordonnance d'informer (donc, qui répond favorablement au parquet).
Si la partie civile a été auditionnée, elle (via son avocat si elle en a un sinon directement) a alors accès au dossier et a accès à tous les documents liés à la procédure qu'elle a engagée et peut notamment demander au(x) juge(s) d'instruction certaines mesures utiles à la manifestation de la vérité, ainsi que remettre des mémoires à tout instant de l'instruction ainsi provoquée par contrainte du plaignant envers le parquet en ce sens. Il est très prudent toutefois de bien veiller à ne demander que des mesures paraissant légitimes et objectivement proportionnées à l'affaire, afin de ne pas inciter le juge d'instruction sollicité à rendre au parquet qui l'a nommé une ordonnance de refus d'informer au motif d'un abus de la partie demanderesse.

### Autres voies ou modes d'intervention à bref délai d'arbitrage
Lorsqu'un flagrant délit est constaté et dont le ou les auteurs sont connus et identifiés (et le plus souvent lorsque déjà appréhendés), certains cas permettent au Ministère public ou au plaignant (ou ses représentants légaux) de poursuivre le ou les auteurs de l'infraction suivant des procédures simplifiées et très rapides. En règle générale, lors d'un tel cas, assorti d'éléments probatoires qui doivent nécessairement être suffisants, ces voies de recours doivent être envisagées, à commencer par le procureur de la République lui-même, surtout lorsqu'il est sollicité par des agents des forces de l'ordre agissant dans l'exercice de leurs fonctions (police ou gendarmerie) sur des infractions délictuelles caractérisées (par des textes de lois univoques et monosémiques non sujets à discussion), encore une fois formellement établies (donc indiscutables sur la probation des faits délictuels commis) et d'une gravité suffisante pour que soient engagées ce type de procédures, dont l'intérêt est de faire comparaître le ou les accusés du ou des délits commis "séance tenante" ; soit en des délais très brefs et immédiatement après une mise en garde à vue, qui ne peut en tous les cas excéder trois jours, faute de quoi il y a vice de procédure et le ou les accusés doivent être remis en liberté. Ces procédures concernent généralement des cas graves d'atteinte à l'intégrité physique et ou morale de personnes physiques, de délinquance routière…
Succinctement, nous mentionnerons :
- la comparution immédiate ;
- la citation directe ou la convocation en justice (citation directe simplifiée) ;
- la procédure de comparution par reconnaissance préalable de culpabilité ;
- le réquisitoire introductif au juge d'instruction ;
- la composition pénale.

Dans certains de ces cas, la constitution de partie civile dans ce type de procédures pour les victimes physiques ou morales peut être possible et avoir un intérêt particulier, notamment lorsque le tribunal devant lequel est ou sont déférés le ou les prévenus (ou à la demande de ces derniers eux-mêmes à n'être pas jugés en de si brefs délais, en sollicitant un report de leur délai de comparution afin de préparer leur défense) décide de renvoyer l'affaire au parquet pour un report d'audience (pour un complément d'information le plus souvent, et concernant les affaires les plus complexes afin d'être en mesure de délibérer de la façon la plus juste et équitable).

### Prescription de l'action
Le délai d'action court à partir de la date de la demande d'inscription comme « partie civile » auprès du Doyen des Juges d'Instruction du TGI compétent. C'est-à-dire que la « plainte simple » déposée auprès du procureur ou d'un commissariat de police n'interrompt pas les délais.
Les prescriptions des infractions pénales se calculent au regard de leur nature (contravention, délit ou crime) et de leur caractère de temporalité (infraction instantanée ou continue). 
Dans les cas de viol, l’article 2270-1 du Code Civil prévoit que la victime peut agir en responsabilité civile (c’est-à-dire réclamer des dommages et intérêts à l’auteur des faits) « pendant 10 ans à partir de la manifestation du dommage » (lié au viol ou à l’agression sexuelle subi) « ou de son aggravation ». La loi Guigou a porté ce délai à 20 ans lorsque le dommage est causé par des « tortures, des actes de barbarie, des violences ou des agressions sexuelles commises à l’encontre d’un mineur », à compter de sa majorité civile.
Dans le cas de la constitution de partie civile par voie d'action, lorsque le parquet a émis un avis de classement de la plainte simple ou s'il n'a pas répondu sous un délai de trois mois à compter du dépôt de la plainte auprès des services de police ou de gendarmerie ou auprès des services du procureur lui-même, le délai légal pour d'abord contester cet avis de classement du parquet est également fixé à trois mois, à compter de la date d'émission de l'avis de classement émis par le parquet ou de la date du dépôt de la plainte lorsque le procureur n'y a pas répondu dans le délai qui lui est imparti. La décision doit être contestée par lettre recommandée avec avis de réception adressée au Procureur général près la Cour d'appel de la juridiction territorialement compétente.
Lorsque l'action publique a été mise en mouvement par voie d'action, le retrait de la plainte (à l'instar d'une plainte simple, du reste) et donc, que celle-ci obligeait le Ministère public, ce retrait annule l'action publique, avec effet rétroactif. Il importe, dans le cas d'une constitution de partie civile, au(x) juge(s) saisi(s) de l'instruction de vérifier si aucune "pression" n'a été exercée sur la partie plaignante en faveur d'un tel retrait de plainte (intimidations de la part de la partie adverse - le ou les auteurs des voies de faits -, etc.).
Lors d'une constitution de partie civile, le juge ou les juges d'instruction fixe un montant pour le paiement de la consignation, si le plaignant n'est pas assujetti à l'aide juridictionnelle, ainsi qu'un délai pour payer. Alors qu'il y a quelques années ce délai n'interrompait pas la prescription qui continuait à courir jusqu'au paiement de la consignation, une jurisprudence relativement récente interrompt la prescription entre la demande de constitution de partie civile et l'expiration du délai pour payer cette consignation.
En revanche, c'est au jour du dépôt de la consignation, qui correspond à celle de la mise en mouvement de l'action publique, qu'il faut apprécier la qualité du plaignant.

## Avantages et inconvénients
La plainte avec constitution de partie civile et demande de dommages et intérêts, envoyée par lettre en recommandé avec accusé de réception au doyen des juges d'instruction du tribunal de grande instance compétent possède de nombreux avantages.
Le procureur ne pouvant alors pas la classer sans suite, la victime a l'assurance que l'action de justice sera instruite et ira à son terme, avec éventuellement condamnation. La préparation de la lettre permet de prendre un certain recul sur les évènements, propice à une plus grande exactitude des faits exposés ; on pourra par ailleurs dans le courrier, lorsque cela est possible, mentionner les articles en cause du Code Pénal, ce qui facilitera l'analyse du juge. La qualification de la plainte sera plus facilement établie et plus proche de la réalité des faits que lors du dépôt de la plainte simple auprès d'un commissariat de police ou d'une brigade de gendarmerie. Dans une lettre en recommandé avec accusé de réception de mise en demeure, mentionner que l'on suivra cette procédure permettra de prouver sa détermination ainsi qu'une certaine connaissance du droit, et paradoxalement facilitera ou accélérera un règlement amiable d'un litige - par exemple et d'actualité, litiges associés à des abus lors de recouvrements de créances ou des abonnements Internet. Toutefois, rappelons que la fermeté d'une mise en demeure n'est pas incompatible avec la déférence : il importe de faire montre d'un minimum de politesse dans tout courrier juridique (s'il importe d'afficher une franche détermination dans les correspondances, il convient aussi de faire preuve de respect, au risque sinon de contrarier le destinataire qui, de fait, serait tenté de ne pas réserver de suite favorable à vos demandes voire, dans le pire des cas, vous poursuivre pour outrage à magistrat dans certains cas de missives insultantes : ne pas confondre sa partie adverse avec les magistrats…).
Le principal inconvénient de la procédure est le montant de la consignation à payer. celui-ci sera en relation avec la chose à juger et les revenus du plaignant, mais à notre connaissance[style à revoir] aucune assurance juridique ne prendra en charge le montant de la consignation.
En cas de non-lieu :
-  on s'expose à une plainte pour dénonciation calomnieuse que les faits sont partiellement  ou totalement inexact (article 226-10 du code pénale)  . 
-  on s'expose à une plainte pour dénonciation de crime délit imaginaire  qui ont exposé les autorités judiciaires à d'inutiles recherches  (Article 434-26 du code pénale) .
- on s'expose à une poursuite pénale en application 91 du code procédure pénale en cas de dénonciation téméraire . 
- on s'expose à une poursuite civile  sur le fondement des articles 1382 et 1383 du code civil 
- le mise en examen qui a bénéficié d'un non-lieu (sauf cas d'irresponsabilité pénale)  peut demander à faire payer ses frais de justice sur le fondement de l'article 800-2 du code procédure pénale.    

## Pour en savoir plus